# Žáky (zámek)
Zámek Žáky se nachází ve stejnojmenné obci na Kutnohorsku. Zámecký areál zahrnuje tvrz, hospodářské budovy, salu terrenu a ohradní zeď s branami - jde o soubor renesančních, pozdně barokních a historizujících staveb. Od roku 1958 je chráněn jako kulturní památka. Jeho majitelem je firma Droinvest s.r.o.

## Historie
Dvůr Žáky patřil do majetku kláštera v Sedlci. Nová tvrz zde vznikla za držení Buriana Trčky z Lípy po roce 1602. Zámek byl vybudován jako nejmladší budova v areálu a dokončen byl v roce 1803 Adolfem z Pöttingu. Sloužil jako letní sídlo obklopené zámeckým parkem. Od roku 1815 se zde začali střídat majitelé.
V roce 1830 statek Žáky koupila Gabriela z Auerspergu, která spravovala majetek za jejího nezletilého syna Vincence Karla Auersperga, a připojila ho k panství Žleby. Od té doby byl zámek pouze sídlem panských úředníků. V majetku Auerspergů zůstal až do první pozemkové reformy v roce 1924. V roce 1948 přešel do vlastnictví Střední zemědělské technické školy v Čáslavi. V důsledku absence údržby a rabování zcela zchátral a stal se nejohroženější památkou Středočeského kraje.
V roce 2016 ho koupila firma Droinvest, která zahájila jeho opravy. V budově zámku plánuje zřídit společenské centrum a regionální pivovar. Představitelé firmy údajně českým klientům slibovali vysoké zhodnocení financí přes nákupy a pronájmy nemovitostí v USA. Věc vyšetřuje policie, protože řada klientů přišla o peníze. Dle katastru nemovitostí je firma v exekuci a na zámek byl vydán exekuční příkaz k prodeji. 